# Jairo Patiño
Jairo Leonard Patiño Rosero (Cali, Valle del Cauca, Colombia; 5 de abril de 1978) es un exfutbolista y entrenador colombiano. Jugaba como mediocampista. Dirigió en 2021 al Real Cartagena en la segunda división de Colombia. Actualmente dirige la categoría sub-17 de la Escuela de Fútbol Carlos Sarmiento Lora.

## Legado deportivo
Sus hermanos Milton Patiño y Alejandro Patiño también fueron futbolistas profesionales los dos jugaban en la posición de arquero.
Su sobrino Santiago Patiño actualmente juega para el Orlando City SC de la MLS.

## Selección nacional
Ha disputado encuentros con la selección colombiana. Un hecho triste en la vida de Jairo Patiño la vivió en el partido que la selección colombiana jugaba contra Camerún en donde presenció la muerte del camerunés Marc-Vivien Foé y fue el primero en ayudarlo al ver lo que sucedía (fue Patiño el que le bajó el brazo derecho que caducó en la toma donde se veía a Foé con las pupilas semi-escondidas haciendo mayoritario el blanco de retina en los ojos). El hecho ocurrió en la Copa Confederaciones 2003.

### Participaciones enCopas América
| Torneo            | Sede | Resultado    | PJ | GA | Asis |
| ----------------- | ---- | ------------ | -- | -- | ---- |
| Copa América 2004 | Perú | Cuarto lugar | 5  | 0  | 0    |

### Participaciones enCopa Confederaciones
| Copa Confederaciones      | Sede    | Resultado    | PJ | GA | Asis |
| ------------------------- | ------- | ------------ | -- | -- | ---- |
| Copa Confederaciones 2003 | Francia | Cuarto lugar | 5  | 0  | 0    |

### Participaciones enEliminatorias al Mundial
| Eliminatoria                           | Sede del Mundial | Posición      | Resultado | PJ | GA | Asis |
| -------------------------------------- | ---------------- | ------------- | --------- | -- | -- | ---- |
| Eliminatorias Mundial de Alemania 2006 | Alemania         | 6°lugar 24pts | Eliminado | 7  | 0  | 0    |

### Participaciones enCopas Oro
| Copa Oro            | Sede                    | Resultado          | PJ | GA | Asis |
| ------------------- | ----------------------- | ------------------ | -- | -- | ---- |
| Copa de Oro de 2003 | Estados Unidos y México | Cuartos de final   | 3  | 1  | 0    |
| Copa de oro de 2005 | Estados Unidos          | Semifinales        | 5  | 2  | 0    |
| Total en Copas Oro  | Total en Copas Oro      | Total en Copas Oro | 8  | 3  | 0    |

### Goles internacionales
| # | Fecha     | Lugar                                      | Rival   | Gol | Resultado | Competición      |
| - | --------- | ------------------------------------------ | ------- | --- | --------- | ---------------- |
| 1 | 13-7-2003 | Orange Bowl, Miami, Estados Unidos         | Jamaica | 1-0 | 1-0       | Copa de Oro 2003 |
| 2 | 21-7-2005 | Giants Stadium, Nueva York, Estados Unidos | Panamá  | 1-2 | 2-3       | Copa de Oro 2005 |
| 3 | 21-7-2005 | Giants Stadium, Nueva York, Estados Unidos | Panamá  | 2-3 | 2-3       | Copa de Oro 2005 |

## Clubes

### Como jugador
| Club                 | País      | Año       |
| -------------------- | --------- | --------- |
| Deportivo Cali       | Colombia  | 1998      |
| Atlético Huila       | Colombia  | 1999      |
| Deportivo Pasto      | Colombia  | 2000      |
| Deportivo Cali       | Colombia  | 2001      |
| Deportivo Pasto      | Colombia  | 2002      |
| Deportivo Cali       | Colombia  | 2003      |
| Newell's Old Boys    | Argentina | 2003-2004 |
| River Plate          | Argentina | 2004-2006 |
| Atlético Nacional    | Colombia  | 2007      |
| Banfield             | Argentina | 2007-2008 |
| San Luis             | México    | 2008-2009 |
| Atlético Nacional    | Colombia  | 2009-2012 |
| Cúcuta Deportivo     | Colombia  | 2012-2013 |
| Deportivo Pasto      | Colombia  | 2014      |
| Boca Juniors de Cali | Colombia  | 2015      |

### Estadísticas como entrenador
Actualizado hasta el último partido dirigido 20 de septiembre de 2021.
| Equipo                        | Torneo            | Partidos | Partidos | Partidos | Partidos | Goles | Goles | Goles |
| Equipo                        | Torneo            | PJ       | PG       | PE       | PP       | GF    | GC    | DG    |
| ----------------------------- | ----------------- | -------- | -------- | -------- | -------- | ----- | ----- | ----- |
| Club Llaneros · Colombia      |                   |          |          |          |          |       |       |       |
| Primera B 2017                | 40                | 18       | 11       | 11       | 59       | 48    | (11)  |       |
| Copa Colombia 2017            | 6                 | 3        | 1        | 2        | 11       | 9     | (2)   |       |
| Primera B 2018                | 22                | 5        | 9        | 8        | 25       | 26    | (-1)  |       |
| Copa Colombia 2018            | 4                 | 1        | 1        | 2        | 2        | 4     | (-2)  |       |
| Total club                    | 72                | 27       | 22       | 23       | 97       | 87    | (10)  |       |
| Bogotá Fútbol Club · Colombia |                   |          |          |          |          |       |       |       |
| Primera B 2019                | 36                | 14       | 8        | 14       | 39       | 44    | (-5)  |       |
| Copa Colombia 2019            | 6                 | 1        | 1        | 4        | 4        | 9     | (-5)  |       |
| Total club                    | 42                | 15       | 9        | 18       | 43       | 53    | (-10) |       |
| Cúcuta Deportivo · Colombia   |                   |          |          |          |          |       |       |       |
| Liga 2020                     | 5                 | 0        | 3        | 2        | 2        | 4     | (-2)  |       |
| Total club                    | 5                 | 0        | 3        | 2        | 2        | 4     | (-2)  |       |
| Real Cartagena · Colombia     |                   |          |          |          |          |       |       |       |
| Primera B 2021                | 8                 | 2        | 2        | 4        | 8        | 9     | (-1)  |       |
| Total club                    | 8                 | 2        | 2        | 4        | 8        | 9     | (-1)  |       |
| Consolidado Total             | Consolidado Total | 127      | 44       | 36       | 47       | 150   | 153   | (-3)  |

## Palmarés

### Torneos nacionales
| Título           | Club              | País     | Año    |
| ---------------- | ----------------- | -------- | ------ |
| Primera División | Deportivo Cali    | Colombia | 1998   |
| Primera División | Atlético Nacional | Colombia | I-2007 |
| Primera División | Atlético Nacional | Colombia | I-2011 |